# Канеп, Вильгельм Вильгельмович
Вильгельм Вильгельмович Ка́неп (латыш. Vilhelms Kaņeps; 13 января 1923, Витебск — 5 марта 1993, Рига) — доктор медицинских наук, профессор, академик Академии медицинских наук СССР (1978), заслуженный врач Латвийской ССР (1966), лауреат Государственной премии Латвийской ССР (1972), министр здравоохранения Латвийской ССР (1962—1986).

## Биография
Родился 13 января 1923 года в Витебске. Латыш. Член КПСС с 1955 года.
С 1942 года работал бухгалтером, инструктором райкома комсомола в Новосибирске.
В 1949 году окончил медицинский факультет Латвийского государственного университета и в дальнейшем работал в системе здравоохранения: врач и заведующий Кулдигским уездным, районным отделом здравоохранения, старший контролёр группы здравоохранения Министерства государственного контроля Латвийской ССР, начальник врачебно-санитарной службы Латвийской железной дороги, с 1959 — первый заместитель министра, с 1962 по 1986 год — министр здравоохранения Латвийской ССР.
В бытность министром инициировал внедрение новейших медицинских технологий в Латвии—в частности, организовал Центр трансплантации почек, ставший одним из лучших в Советском Союзе, а затем в ЕС.
Благодаря Канепу была принята программа развития больничной сети, обеспечившая ввод в эксплуатацию только в столице Латвии более 3 тысяч больничных коек (максимум в 1976-1980 годах, когда было введено 2056 коек, в том числе крупнейшая республиканская больница "Гайльэзерс") и 13 новых поликлиник на более чем 8 тысяч посещений в день. Также была внедрена программа всеобщей диспансеризации населения, способствовавшая ранней диагностике опасных заболеваний.
Член ЦК Компартии Латвии. Избирался депутатом Верховного Совета Латвийской ССР с 6-го по 11-й созыв.
Заслуженный врач Латвийской ССР. Заслуженный деятель науки Латвийской ССР. Лауреат Государственной премии Латвийской ССР (1972), лауреат премии имени Страдыня (1983).
Увлекался игрой в шахматы. С 1966 года являлся председателем Президиума шахматной федерации Латвийской ССР.
Умер в Риге 5 марта 1993 года, похоронен на кладбище Райниса.

## Вклад в науку и латвийскую медицину
В 1966 году защитил кандидатскую диссертацию «Развитие врачебно-медицинского дела в Прибалтийском крае в XIX веке», в 1970 году — докторскую диссертацию «Социальная гигиена и организация здравоохранения». В 1974 году избран член-корреспондентом АМН СССР, в 1978 году — её действительным членом.
Автор более двухсот научных работ, в том числе двадцати учебников и монографий. Один из ведущих учёных СССР в области организации здравоохранения, социальной гигиены и истории медицины. Профессор кафедры социальной гигиены и организации здравоохранения Рижского медицинского института.

## Семья
В.В.Канеп был женат на дочери первого секретаря ЦК Компартии Латвии А.Я.Пельше, что, по мнению профессора Р.Л.Розенталя, обеспечило министру зелёную улицу во внедрении многочисленных амбициозных проектов, сторонником которых он был.